# Intercity Plus
De termen Intercity(-)Plus en IC+ omvatten een tweetal projecten van de Nederlandse Spoorwegen met als doel om door de inzet van luxe Intercity-treinen meer reizigers aan te trekken.

## Intercity-Plus
Eind jaren 70 wilde NS een groter marktaandeel in het zakenverkeer op de lange afstand. Hiervoor begon het bedrijf ingaande de winterdienstregeling 1978-1979 een proef met speciale Intercity-Plus-treinen op de trajecten Amsterdam - Maastricht en Den Haag - Heerlen. Voor deze treinen werden destijds nieuwe luxe rijtuigen gehuurd van de Franse spoorwegen van het type Corail. Ook had elke trein een restauratiewagen van Wagon Lits. Voor het reizen met de Intercity-Plus moest een toeslag van 6 gulden betaald worden, ongeacht de afstand. Plaatsen konden tot 9 uur 's avonds telefonisch worden gereserveerd.

#### Dienstregeling
In vergelijking met de reguliere Intercity werd minder vaak gestopt. Zo werden Sittard - Eindhoven, Eindhoven – Rotterdam en Eindhoven – Utrecht non-stop afgelegd. Hierdoor werd een duidelijk hogere reissnelheid behaald. Deze bedroeg op de route Maastricht – Amsterdam 98 kilometer per uur voor de Intercity-Plus, tegenover 86 kilometer per uur voor de reguliere Intercity. In tijd was de Intercity-Plus meer dan een kwartier sneller. Er werd alleen van maandag t/m vrijdag gereden.
| Trein 800 | station          | km  | Trein 801 |
| --------- | ---------------- | --- | --------- |
| 07:34     | Maastricht       | 0   | 18:43     |
| 07:49     | Sittard          | 21  | 18:25     |
| 08:32     | Eindhoven        | 98  | 17:41     |
| 09:17     | Utrecht CS       | 178 | 16:50     |
| 09:40     | Amsterdam Amstel | 211 | 16:28     |
| 09:47     | Amsterdam CS     | 217 | 16:20     |

| Trein 900 | station      | km  | Trein 901 |
| --------- | ------------ | --- | --------- |
| 07:09     | Heerlen      | 0   | 19:06     |
| 07:25     | Sittard      | 19  | 18:48     |
| 08:09     | Eindhoven    | 96  | 18:02     |
| 09:19     | Rotterdam CS | 204 | 16:56     |
| 09:41     | Den Haag CS  | 227 | 16:33     |

#### Einde Intercity-Plus
De proef werd met ingang van de zomerdienstregeling van 1981 beëindigd. De trein Maastricht - Amsterdam CS v.v. werd een reguliere intercity, maar behield het Corail-materieel. De trein Heerlen - Den Haag CS v.v. werd opgeheven, omdat op het traject Den Haag - Venlo de reguliere Intercitytreinen met ICR rijtuigen gingen rijden en vijftien minuten versneld werden.

## IC+

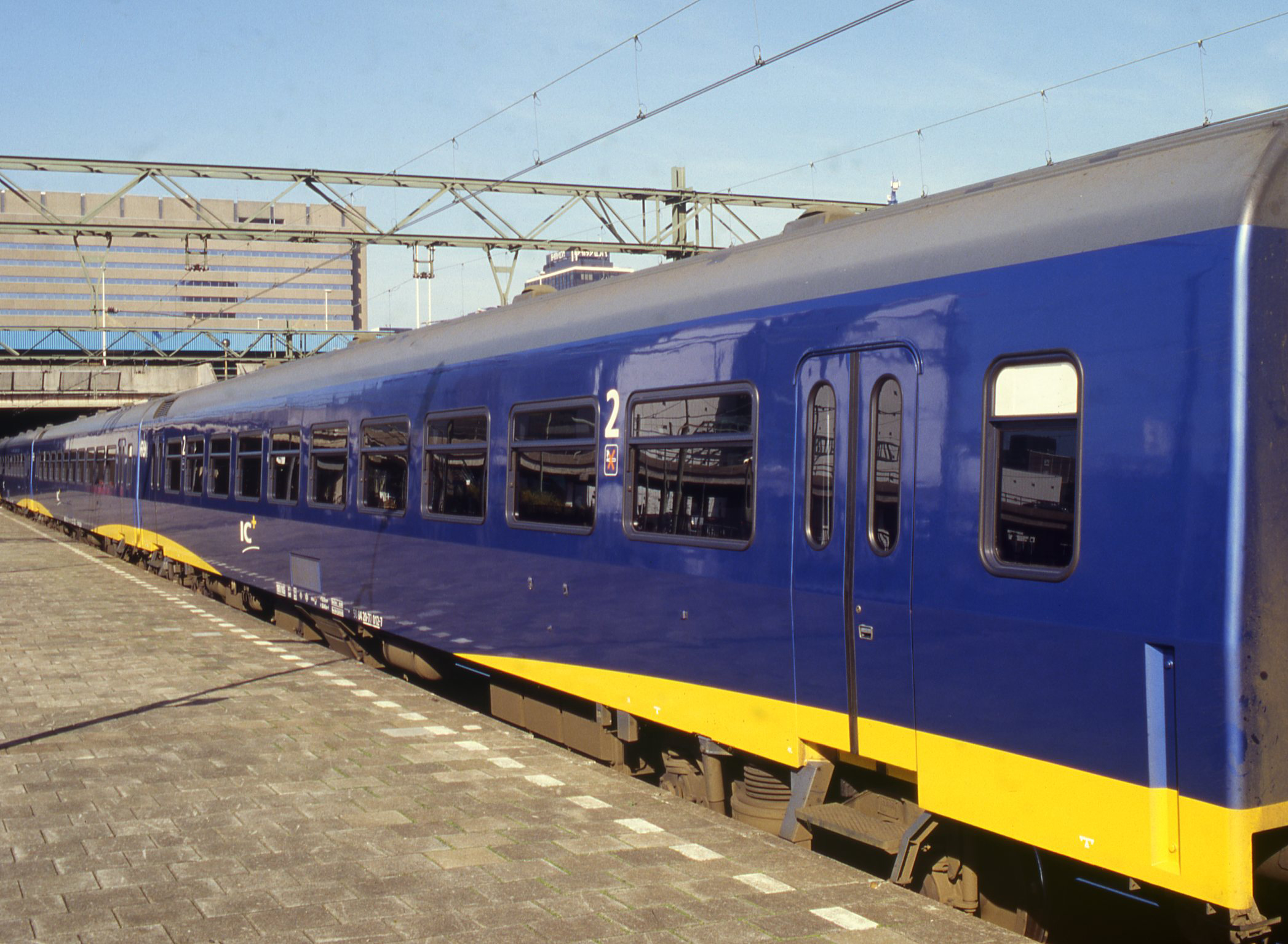
Beschildering van IC+ rijtuigen

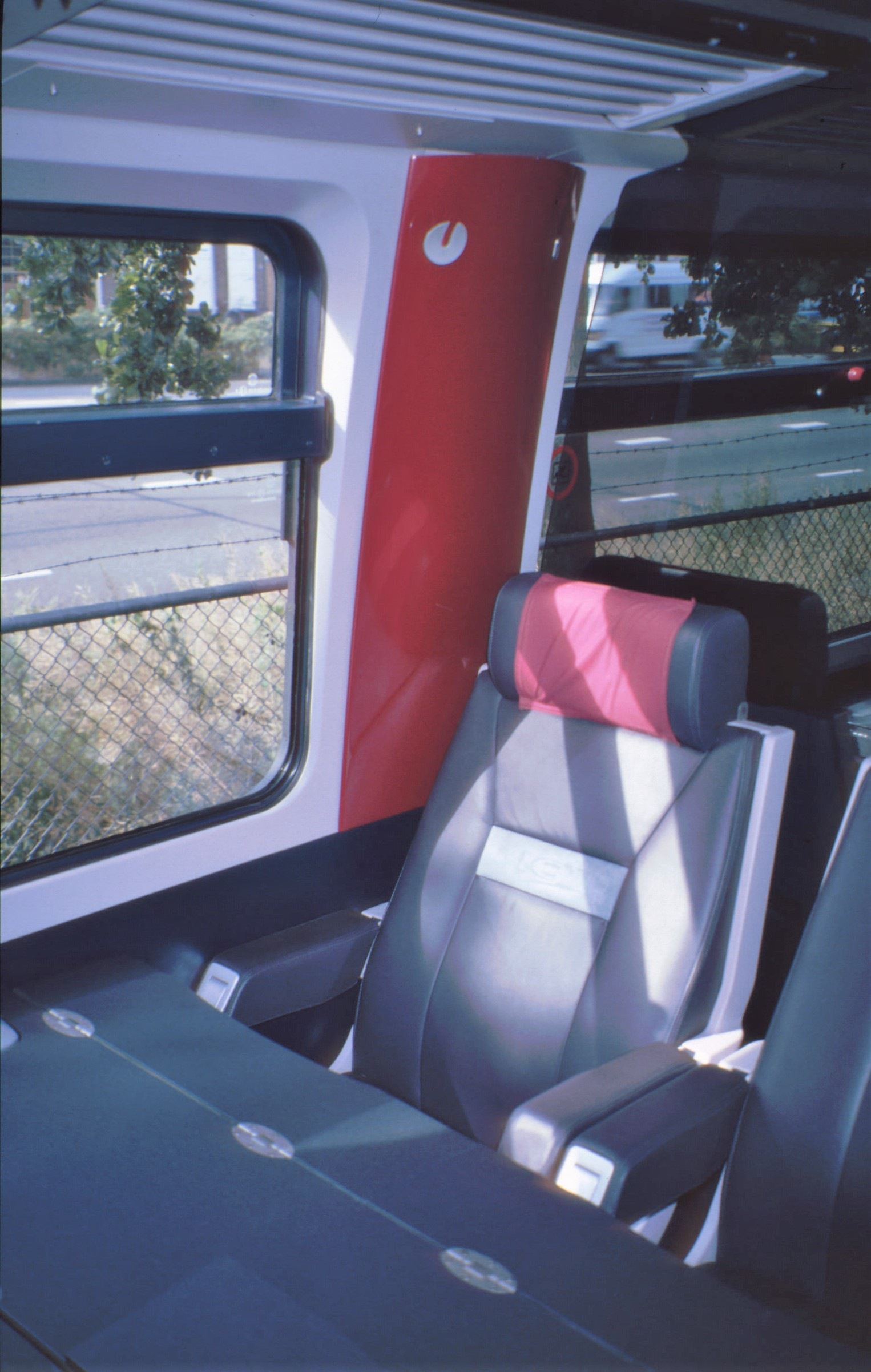
interieur

Met als doel meer reizigers te trekken op de Intercity-verbinding Den Haag - Venlo bedacht de routemanager van deze lijn de IC+, ook wel verwentrein genoemd. Hij wilde dit bereiken door de inzet van luxere treinen voor dezelfde reisprijs.  Voor deze proef werden in 1994-'95 twaalf rijtuigen type ICR verbouwd. Naast comfortabeler stoelen kregen de treinen ook stoffen vloerbedekking en getint glas. In het BKD-rijtuig werd de bagageafdeling vervangen door een uitgebreide conducteursruimte. Hiervandaan werden ook de cd-speler en videorecorder bediend voor de eveneens nieuwe kinderspeelruimte. Tijdens de planningsfase werd, los van dit project, de intercity na Eindhoven verlegd naar Heerlen: de IC+ heeft daarom niet naar Venlo gereden.
Vanaf 1999 werden deze rijtuigen uit de dienst gehaald om verbouwd te worden tot ICRm, na de laatste jaren vooral de Intercityverbinding tussen Haarlem en Maastricht/Eindhoven onderhouden te hebben. (in de laatste jaren met de volgende dienstregeling: vertrek Ehv 6.00 → Hlm 7.52; Hlm 8.10 → Mt 11.00; Mt 11.30 → Hlm 14.21; Hlm 14.40 → Ehv 16.30; Ehv 17.00 → Hlm 18.52; Hlm 19.10 → Mt 22.00; Mt 22.30 → Ehv 23.30)